# Josef Arsenius z Wallisu
Hrabě Josef Arsenius z Wallisu (německy Joseph Arsenius von Wallis, 19. července 1747 Moravské Budějovice – 27. listopadu 1793 Olomouc) byl moravský a rakouský šlechtic z původně irského rodu Wallisů. Původně určen pro vojenskou dráhu, ale působil jako duchovní Metropolitní kapituly u svatého Václava v Olomouci.

## Život
Narodil se jako syn hraběte Františka Václava z Wallisu (1696–1774) a jeho manželky Marií Reginou z Thürheimu. Jeho bratr Michael Jan (1732–1798) byl císařským polním maršálem a Olivier Remigius (1742–1799) byl střelmistrem u dělostřelectva.  
Také Josef Arsenius byla předurčen pro vojenskou dráhu a z tohoto důvodu navštěvoval vídeňské Terezianum, které však nedokončil. Místo vojenské kariéry se obrátil na dráhu duchovního a začal pracovat v církvi. V roce 1762 byl na doporučení Františka I. Lotrinského zvolen olomouckou kapitulou nesídelním kanovníkem. 
Na Vídeňské univerzitě studoval na filozofické fakultě a teologické triennium získal roku 1768 a poté se stal sídelním olomouckým kanovníkem. 
V roce 1789 koupil zámek Hluchov, který odkázal synovcům Josefu Františkovi (1767–1818) a Františkovi (1769–1794) a své neteři Valburze svobodné paní von Greisenclau.